# Église Saint-Pierre-et-Saint-Paul de Bassoles-Aulers
L'église Saint-Pierre-et-Saint-Paul de Bassoles-Aulers est une église située à Bassoles-Aulers, en France.

## Localisation
L'église est située sur la commune de Bassoles-Aulers, dans le département de l'Aisne.